# Herbrum
Herbrum is een plaats in de Duitse gemeente Papenburg, deelstaat Nedersaksen. Volgens de website van de gemeente Papenburg had het per 31 december 2020 957 inwoners.
Herbrum ligt, aan de van noord naar zuid lopende Bundesstraße 70, in het zuiden van de gemeente Papenburg, circa 8 km ten zuidwesten van het centrum van de stad van die naam. Het is een veenboerendorp, dat ongeveer dezelfde geschiedenis heeft gekend als geheel Papenburg. De fietsroutes langs de Eems kruisen het dorp, en er is een camping en een klein hotel-restaurant in Herbrum.
Herbrum ligt direct ten oosten van de Eems. Een klein stukje Eems benedenstrooms van het dorp is als vaarroute vervangen door een stukje Dortmund-Eemskanaal. In het kanaal is een sluis en in de iets westelijker lopende rivier een stuw aanwezig.

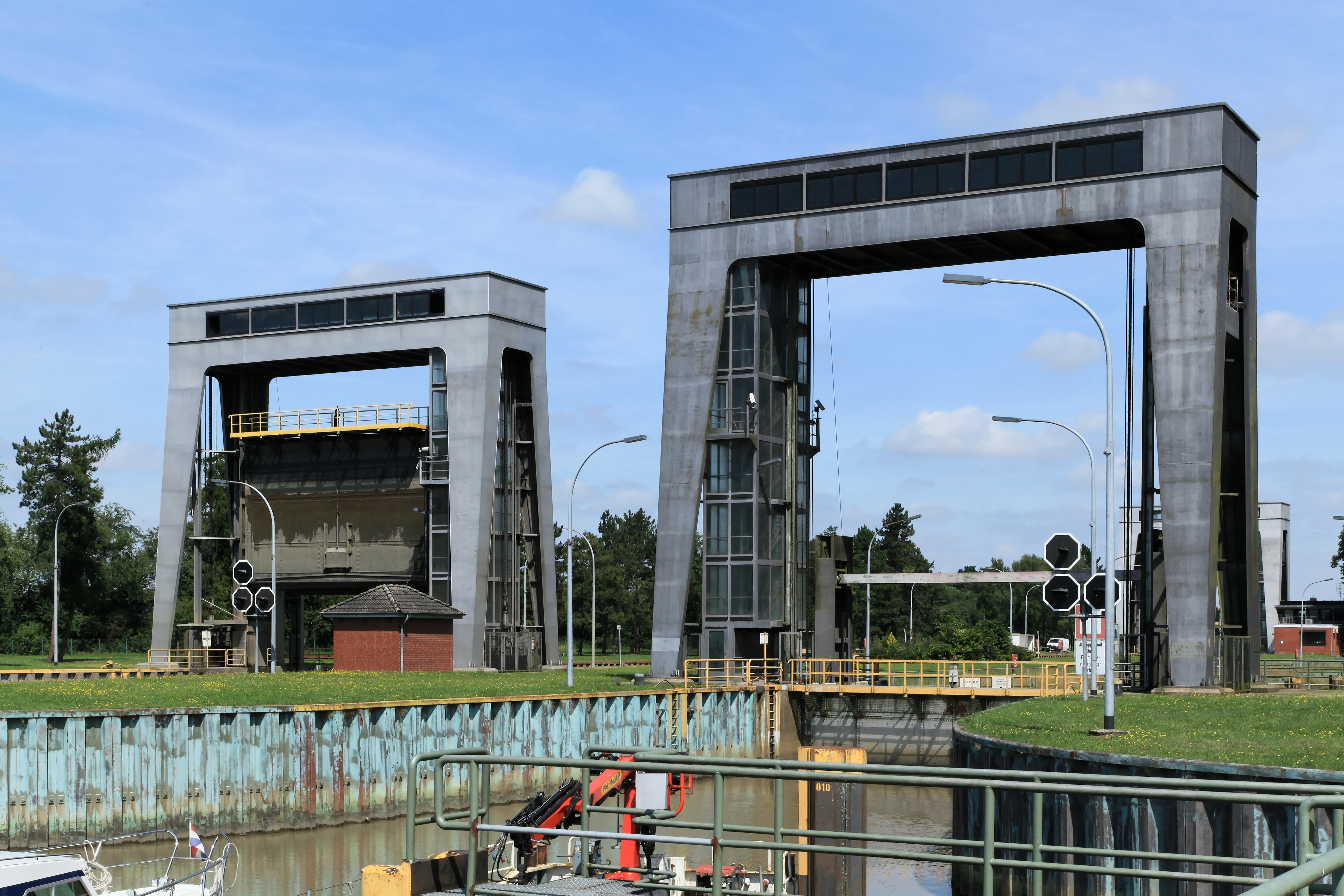
Sluis in het Dortmund-Eemskanaal ten noorden van Herbrum